# Barbus chicapaensis
Barbus chicapaensis är en fiskart som beskrevs av Poll, 1967. Barbus chicapaensis ingår i släktet Barbus och familjen karpfiskar. IUCN kategoriserar arten globalt som livskraftig. Inga underarter finns listade.